# Bouchra Ghezielle
Bouchra Ghezielle (Francia, 19 de mayo de 1979) es una atleta francesa, especialista en la prueba de 1500 m, con la que ha logrado ser medallista de bronce mundial en 2005.

## Carrera deportiva
En el Mundial de Helsinki 2005 ganó la medalla de bronce en los 1500 metros, con un tiempo de 4:02.45 segundos, quedando situada en el podio tras las rusas Tatyana Tomashova y Olga Yegorova.